# Tsubota Kazumi
Tsubota Kazumi (sinh ngày 23 tháng 1 năm 1956) là một cầu thủ bóng đá người Nhật Bản.

## Đội tuyển bóng đá quốc gia Nhật Bản
Tsubota Kazumi thi đấu cho đội tuyển bóng đá quốc gia Nhật Bản từ năm 1981 đến 1984.

## Thống kê sự nghiệp
| Đội tuyển bóng đá Nhật Bản | Đội tuyển bóng đá Nhật Bản | Đội tuyển bóng đá Nhật Bản |
| Năm                        | Trận                       | Bàn                        |
| -------------------------- | -------------------------- | -------------------------- |
| 1981                       | 5                          | 0                          |
| 1982                       | 0                          | 0                          |
| 1983                       | 1                          | 0                          |
| 1984                       | 1                          | 0                          |
| Tổng cộng                  | 7                          | 0                          |